# Axel Denecke
Axel Denecke (* 22. Dezember 1938 in Leipzig) ist ein lutherischer Theologe, Professor für Praktische Theologie und war von 1992 bis 2003 (Emeritierung) der seit der Reformation 29. Hauptpastor an St. Katharinen in Hamburg.

## Werdegang
Axel Denecke studierte Evangelische Theologie in Marburg, Basel, Tübingen und Göttingen. Von 1964 bis 1965 absolvierte er das Vikariat in Helsinki und besuchte anschließend das Predigerseminar Hildesheim.
Von 1968 bis 1974 war Denecke Pastor in Isernhagen und von 1974 bis 1982 Studiendirektor am Predigerseminar Imbshausen bei Northeim. Es folgten 1982 acht Amtsjahre als Pastor in Osnabrück und ab 1987 fünf Jahre als Privatdozent in Marburg, danach bis 1994 außerordentlicher Professor. Von 1990 bis 1992 war er erster „Beauftragter für Christentum und Judentum“ im Amt für Gemeindedienst der Ev.-luth. Landeskirche Hannovers, sowie Geschäftsführer des Evangelisch-lutherischen Zentralverein für Begegnung von Christen und Juden e.V und dessen Niedersächsischem Zweigverein im Amt für Gemeindedienst.
1995 wurde Denecke Professor für Praktische Theologie in Hamburg, wo er bereits seit 1992 als Hauptpastor an St. Katharinen amtierte.
Mit seiner Emeritierung als Hauptpastor 2003 verließ er die Hansestadt und verbrachte seinen Ruhestand in der Nähe von Hannover. Dort gründete er 2004 die „Evangelische Seniorenakademie Hannover“. Er arbeitet gegenwärtig weiter in der homiletischen Forschung. In diesem Zusammenhang ist 2009 sein homiletisches „Lebens-Resümee“ erschienen: „Vollmächtig und Liberal! Predigen in der Tradition des Juden Jesus“. Das theologische (dogmatische) „Gesamtresümee“ seines Lebens ist 2016 unter dem Titel „Unser christlicher Glaubensweg. Wo er beginnt und wo er endet“ erschienen.

## Wirken
Axel Denecke promovierte 1967 über Gemeinsamkeiten und Unterschiede von protestantischer, katholischer und existenzphilosophischer Ethik. Er habilitierte sich über Karl Barths (sein Lehrer) Predigtwerk als Quelle seiner Theologie und ist wissenschaftlich vor allem als Homiletiker in mehr als 180 homiletischen Veröffentlichungen bekannt geworden. Seine homiletische Grundthese: „Der anschaulichste Teil einer jeden Predigt ist die Person des Predigers selbst.“ Während seiner Zeit als „Beauftragter für Christentum und Judentum“ in der Hannoverschen Landeskirche hat er wesentlich den christlich-jüdischen Dialog gefördert und in Hannover installiert. Seit seiner Mitarbeit im Dietrich-Bonhoeffer-Verein (dbv)ab 2002 hat er wesentlich in der Bonhoeffer-Forschung mitgearbeitet (Nicht-religiöse Interpretation der Bibel; Bonhoeffers Kirchenverständnis; Bonhoeffers 'neue' Theologie als Theo-Poesie). Über den wissenschaftlichen Bereich hinaus wurde er vor allem bekannt durch zahlreiche Veröffentlichungen zum Thema „Weisheit in Märchen und Bibel“ (Kirchentagsveranstaltungen, Vorträge, Meditionsabende in Kirchen).
Als Hauptpastor von St. Katharinen profilierte er sich vor allem durch seine gezielt Nicht-Kirchenmitglieder - die sogenannten „Gebildeten unter den Verächtern von Kirche“ - ansprechenden Vortrags- und Großgottesdienstveranstaltungen. In seine Amtszeit fiel auch das im Jahr 2000 durchgeführte 750-jährige Jubiläum der Hauptkirche St. Katharinen. Aus diesem Anlass gab er mit seinem Vorgänger Peter Stolt das 350 Seiten starke Katharinenbuch über Geschichte, Personen, Orte, Hafen, Zukunft des Kirchspiels heraus und veranstaltete drei historische Gottesdienste: Einer von 1250: scholastisch-mystisch; einer von 1500: reformatorisch; einer von 1750: orthodox-aufklärerisch. Des Weiteren führte er zusammen mit der Universität Hamburg eine 13-wöchige Vorlesungsreihe: „Der Gott der Fakultäten“ durch. Mit der großen Ausstellung: Barlach - Mystiker der Moderne, bei der insgesamt über 250 Barlach-Exponate ausgestellt wurden, verabschiedete er sich am 15. Juni 2005 in einem großen Festgottesdienst mit über 1000 Teilnehmern aus seinem Amt.
Nach seiner Emeritierung gründete er im Jahre 2004 die „Evangelische Seniorenakademie Hannover“ mit jährlich über 500 Einzelveranstaltungen. Neben der homiletischen Forschung der neue Schwerpunkt seiner theoretischen Arbeit in der gerontologischen Forschung, seiner praktischen Arbeit in Vorträgen und Seminaren für die sog. „jungen Alten“ (Generation: „59 plus“) und deren immer größer werdenden gesellschaftlichen Relevanz, besonders auch in der Kirche (exemplarisch: „Die Bremer Stadtmusikanten“ - „Die wilden Alten mit ihrer Rentnerband“) --- Er arbeitet weiter in der homiletischen Forschung. Dabei versucht er aus seinen jüdisch-christlichen Forschungen heraus insbesondere, die Predigtpraxis des Juden Jesus für die gegenwärtige protestantische Predigt fruchtbar zu machen.---
Schriftleiter der Zeitschrift „Verantwortung“ des Dietrich-Bonhoeffer-Vereins und zugleich stellvertretender Vorsitzender des dbv - Mitglied der „Europäischen Akademie der Wissenschaften und Künste“

## Publikationen
ca. 170 Aufsätze zur Homiletik, Kirchentheorie (Ekklesiologie), Seelsorge, Dietrich Bonhoeffer, Karl Barth u. a. --- ca. 200 Predigten, Predigtmeditationen in unterschiedlichen Periodika/Zeitschriften
BÜCHER:
- Wahrhaftigkeit. Eine evangelische Kasuistik. Auf der Suche nach einer konkreten Ethik zwischen Existenzphilosophie und katholischer Moraltheologie. Dissertation 1969; Vandenhoeck und Ruprecht, Göttingen 1972.
- Persönlich predigen. Anleitungen und Modelle für die Praxis. Gütersloher Verlagshaus Mohn, Gütersloh 1979; Lit-Verlag, 2. erweiterte Aufl. Münster 2001.
- Treffpunkt Gottesdienst. Predigt und Gottesdienst im Kontakt mit der Gemeinde. Gütersloher Verlagshaus Mohn, Gütersloh 1983.
- Gottes Wort als Menschenwort. Karl Barths Predigtpraxis - Quelle seiner Theologie. Luth. Verl.-Haus, Hannover 1989.
- Märchen und Bibel im Gespräch, 1991: Befreiung oder Vertreibung aus dem Paradies?, 3. Aufl.
- Märchen und Bibel im Gespräch, 1992: Auf der Suche nach dem verlorenen Mann
- Als Christ in der Judenschule - grundsätzliche und praktisch-theologische Überlegungen zum christlich-jüdischen Gespräch. Luth. Verl.-Haus, Hannover 1996.
- Vollmächtig und Liberal! Predigen in der Tradition des Juden Jesus. Mit einem konkreten Lernprogramm für die Praxis. München/Berlin 2009.
- Dornröschen und der verlorene Sohn - Lebensweisheiten in Märchen und Bibel, Alsterverlag, Hamburg 2010.
- Theo-Poesie. Gott ist bei (nicht mit) uns. Bonhoeffers späte Wende zu einer poetischen Theologie Berlin 2014.
- Unser christlicher Glaubensweg. Wo er beginnt und wo er endet. Verlag Blaues Schloss, Marburg 2016, ISBN 978-3-943556-54-4.
- Reden ist Silber, Predigen ist Gold. 99 Ratschläge für eine gelungene Predigt. Gütersloher Verlagshaus, Gütersloh 2021, ISBN 978-3-579-07170-1.